# Groene kerk (Oegstgeest)
Groene kerk (Willibrordkerk) is een kerkgebouw in Oegstgeest.
In de volksmond heet deze kerk "het Groene Kerkje", omdat de kerk ooit geheel met klimop was begroeid. Deze kerk is vernoemd naar de apostel Willibrord (658-739). Net als de Katholieke Heilige Willibrordkerk in Oegstgeest.
De kerk staat geklasseerd als Rijksmonument.